# Samoobrona Ziemi Wołkowyskiej
Samoobrona Ziemi Wołkowyskiej – polska organizacja podziemia antykomunistycznego działająca na terenie Białoruskiej Socjalistycznej Republiki Radzieckiej w latach 1946–1950.

## Historia
Wkroczenie wojsk radzieckich na Polesie zakończyło na tym terenie działalność oddziałów zbrojnych wywodzących się z Armii Krajowej. Wielu żołnierzy podziemia zostało wcześniej aresztowanych przez niemieckiego okupanta. Wielu z nich odeszło z oddziałami AK za tzw. linię Curzona. Aresztowania dokonane przez NKWD dotknęły tych, którzy zdecydowali się na pozostanie na terenach Polesia. Jesienią 1945 r. wielu byłych żołnierzy AK zdecydowało się na wyjazd z ludnością cywilną do Polski .
Byli żołnierze Armii Krajowej i Armii Krajowej Obywatelskiej, którzy pozostali w Wołkowysku i jego okolicach, zdecydowali się w 1946 r. na stworzenie organizacji konspiracyjnej. Była ona określana jako Samoobrona Wołkowyska lub Samoobrona Ziemi Wołkowyskiej. Inicjatywa stworzenia organizacji wyszła od ks. mjr. Antoniego Bańkowskiego ps. „Eliasz”, który zgromadził wokół siebie byłych żołnierzy podziemia, m.in. Bronisława Chwieduka ps. „Cietrzew” i Antoniego Szota ps. „Burza”. Pierwsze struktury organizacji zostały stworzone na terenie gminy Krzemienica, w której ks. Bańkowski był proboszczem. W późniejszym czasie działalność SZW została rozszerzona na tereny sąsiednich gmin, tj. Piaski, Roś, Zelwa, Mosty, Biskupice i Izabelin .
Organizacja dysponowała siatką terenową, w ramach której działało kilka plutonów. W strukturze organizacji funkcjonował pion łączności kierowany przez Mariana Zająca ps. „Bahniewicz” oraz wywiadu kierowany przez Nikołaja Iwanowa, podoficera Armii Czerwonej. Nie nawiązywano współpracy z innymi oddziałami podziemia antykomunistycznego, jedynie z szczuczyńsko-lidzką organizacją por. Anatola Radziwonika „Olecha”. W połowie 1946 r. w strukturze SZW został utworzony oddział partyzancki oznaczony kryptonimem „Reduta-2”, „Żądło”. Oddział liczył przeciętnie ok. dwudziestu partyzantów przebywających stale w terenie. Zimą 1946/1947 oddział operował w niewielkich patrolach, co mu ułatwiło konspirację.
Wiosną 1947 r. oddział został przeorganizowany, utworzono grupę liczącą kilkunastu żołnierzy i oznaczoną kryptonimem „Żądło”. Dowództwo nad oddziałem objął Józef Karnacewicz ps. „Kwiat”. Samoobrona dysponowała innymi żołnierzami, więc wkrótce stworzono dodatkowy oddział dowodzony przez Michała Cisłowskiego ps. „Gołębia”.
Oddziały prowadziły działalność zorientowaną głównie na samoobronę oraz likwidację agentury współpracującej z milicją i NKWD. W maju 1947 r. Rosjanie rozbili oddział „Żądło”. Doszło do tego w wyniku aresztowań i „wsyp” dokonanych przez NKWD. W czerwcu 1948 r. oddział Michała Cisłowskiego został częściowo rozbity w walkach z grupami operacyjnymi NKWD. Po odtworzeniu operował do 13 września 1948 r., kiedy to został zlikwidowany we wsi Stanielewicze. Pozostali żołnierze SZW kontynuowali walkę do początku lat pięćdziesiątych, kiedy to Rosjanie rozbili ostatni oddział Samoobrony, dowodzony przez Alfonsa Kopacza ps. „Wróbel”, „Alfonek”.

## Upamiętnienie
Nieznanemu żołnierzowi Samoobrony Ziemi Wołkowyskiej przypisywane jest autorstwo pieśni pt. Bij bolszewika.